# Анджей Беднарчик
Анджей Беднарчик ( пол. Andrzej Bednarczyk, нар. 13 серпня 1960, Лешна, Польща) — польський живописець, графік, художник, скульптор, професор образотворчого мистецтва, викладач Академії образотворчого мистецтва ім. Яна Матейка в Кракові та ректор цієї академії, обраний на термін 2020—2024.

## Освіта та наукова кар'єра
Син Кшиштофа Беднарчика. Закінчив факультет живопису в Академії образотворчого мистецтва імені Яна Матейка в Кракові в майстерні живопису професора Збіґнєва Гжибовського. Час навчання в 1981-86 рр.
З 1996 року безперервно є членом Сенату Академії мистецтв.
У 1996—1999 та 1999—2002 роках — заступник декана факультету живопису, у 2002—2005 — декан факультету живопису Академії образотворчого мистецтва. З 2005 по 2020 рік — завідувач кафедри живопису факультету живопису. У 2014—2015 роках — член групи з нагород при Міністрі науки та вищої освіти. У 2016—2020 — керівник докторантури навколишнього середовища, а в 2019—2020 — директор новоствореної докторської школи Академії образотворчого мистецтва в Кракові.
У 2009 році присвоєно вчене звання професора образотворчого мистецтва.
У червні 2020 року колегія виборців обрала Анджея Беднарчика на посаду ректора Академії образотворчого мистецтва імені Яна Матейка в Кракові на термін 2020—2024.

## Виставки та досягнення
З 1985 року роботи Беднарчика виставлялися в 29 країнах Європи, Азії та Північної Америки. У 1988 році відбулася його перша персональна виставка в студентському культурному центрі «Ротонда» в Кракові. У 1990 році виставлявся в Женеві. Він також представляв свої роботи в Чехії, Бельгії та Великій Британії. Його твори є в колекції Ватиканської бібліотеки, Oxygen-Biennial Фундації в Угорщині, Банській Бистриці у Словаччині, Бібліотеці Стенфордського університету в США.
Автор понад п'ятдесяти персональних виставок і учасник понад двохсот колективних виставок у двадцяти дев'яти країнах

## Відзнаки та нагороди
Під час навчання в Академії образотворчого мистецтва Беднарчик отримав відзнаку Міністра культури і мистецтва. Пізніше отримав стипендію Поллока у Нью-Йорку. Був нагороджений Асоціацією польських художників і дизайнерів на Міжнародній трієнале гобеленів у Лодзі (2004).
Також нагороди: премія на Бєльській Єсені (1991), відзнака на 12 Міжнародному бієнале ксилографії, Банська Бистриця, Словаччина (1992), нагорода на 12-й Міжнародній бієнале графіки Ibizagrafic 92, Іспанія (1992), нагорода на Міжнародній трієнале графіки, Краків (1994), нагорода за графіку на Міжнародній виставці графіки Intergrafia 97, Катовіце (1997),
3-я премія на Inter-Kontakt-Grafik, Прага (1998), нагорода Малопольського воєводства за видатну діяльність у розвитку та популяризації культури ARS QUAERENDI (2017).
У 2019 році нагороджений срібною медаллю «За заслуги перед культурою Gloria Artis».

## Вибрані видання
- Каміння мого Бога, Краків: Краківський мистецько-літературний клуб, 1994.
- Христос і сміттяри = The Christ and the scavengers, Kraków: Офіційне товариство поетів, Будинок культури «Передгір'я», 1997.